# Cernoy-en-Berry
Cernoy-en-Berry là một xã trong tỉnh Loiret, vùng Centre-Val de Loire bắc trung bộ nước Pháp. Xã này nằm ở khu vực có độ cao từ 176-266 mét trên mực nước biển.